# كام ريجبي
كام ريجبي (بالإنجليزية: Cam Rigby)‏ هو لاعب كرة سلة أسترالي بدأ مسيرته الاحترافية في سنة 2001. اعتزل اللعب في 2008.